# Соціал-імперіалізм
Як політичний термін, соціал-імперіалізм — це політична ідеологія, прибічники якої, за словами радянського лідера Володимира Леніна, є «соціалістичними на словах, імперіалістичними на ділі». Деякі науковці використовують цей термін на позначення урядів, які практикують імперіалізм для збереження внутрішнього соціального миру.

## Політичне використання
Термін «ссоціал-імперіалізм» є марксистським виразом, який зазвичай використовується в принизливій формі. Фраза вперше була використана в марксистських колах під час дискусій на початку 20 століття дотично позиції міжнародного робітничого руху щодо майбутньої європейської війни, зокрема вона стосувалася Соціал-демократичної партії Німеччини. У цьому контексті воно дуже схоже на терміни соціал-шовінізм і соціал-патріотизм, але не взаємозамінні з ними. 
У наступні десятиліття найбільш цей термін часто використовувався у маоїстськьій критиці Радянського Союзу. Мао Цзедун стверджував, що СРСР сам став імперіалістичною державою, зберігаючи соціалістичний фасад. Албанський лідер і китайський союзник Енвер Ходжа погодився з Мао в цьому аналізі, а згодом використав термін, щоб також засудити теорію трьох світів Мао на тлі китайсько-албанського розколу.

## Академічне використання
Термін також використовувався лівими науковцями, особливо у контексті сучасної історії Німеччини. Академічне використання цієї фрази зазвичай стосується урядів, які займаються імперіалізмом, спрямованим на збереження внутрішнього соціального миру. Ліворадикальний німецький історик Ганс-Ульріх Велер визначив ссоціал-імперіалізм як «відволікання назовні внутрішньої напруги та сил зміни з метою збереження соціального та політичного статус-кво», а також як «захисну ідеологію» для протидії «руйнівним впливам індустріалізації на соціальну та економічну структуру Німеччини». На думку Велера, ссоціал-імперіалізм був засобом, який дозволив німецькому уряду відвернути увагу громадськості від внутрішніх проблем і зберегти існуючий соціальний і політичний порядок. Велер стверджував, що домінуючі еліти використовували ссоціал-імперіалізм як клей, щоб утримати воєдино роздроблене суспільство та підтримувати народну підтримку соціального статус-кво. Велер стверджував, що колоніальна політика Німеччини в 1880-х роках була першим прикладом соціального імперіалізму в дії, і її продовжив план Тірпіца щодо розширення німецького флоту, починаючи з 1897 року. З цієї точки зору такі групи, як Колоніальне суспільство та Військово-морська ліга, розглядаються як інструменти уряду для мобілізації громадської підтримки. Вимоги анексії більшої частини Європи та Африки під час Першої світової війни Велер розглядає як вершину соціального імперіалізму.
Британський історик-марксист Джефф Елі стверджує, що в теорії соціального імперіалізму Велера є три недоліки. Перший полягає в тому, що Велер приписує таким лідерам, як адмірал Альфред фон Тірпіц і принц Бернхард фон Бюлов, більший ступінь візії, ніж той, яким вони володіли насправді.  По-друге, багато правих груп тиску, які виступали за імперіалістичну політику Німеччини, не були витворами уряду, і насправді часто вимагали набагато агресивнішої політики, ніж тої, яку був готовий проводити уряд. По-третє, чимало цих імперіалістичних лобістських груп вимагали політичних і соціальних реформ усередині країни, на додаток до імперіалізму за кордоном. Елі стверджував, що для міркувань про ссоціал-імперіалізм потрібна ширша картина із взаємодією згори та знизу, а також ширший погляд на зв’язок між імперіалізмом за кордоном і внутрішньою політикою.
Одне із найбільш помітних застосувань концепції соціального імперіалізму належить британському історику-марксисту Тімоті Мейсонові, який стверджував, що Друга світова війна була спричинена соціальним імперіалізмом. На думку Мейсона, зовнішня політика Німеччини була обумовлена внутрішньополітичними міркуваннями, а початок Другої світової війни в 1939 році найкраще розуміти як «варварський варіант соціального імперіалізму». Мейсон стверджував, що «нацистська Німеччина завжди була схильна до великої експансіоністської війни». Однак Мейсон стверджує, що час такої війни був визначений внутрішнім політичним тиском, особливо з огляду на економічну недостатність. За словами Мейсона, до 1939 року «перегрів» німецької економіки, викликаний переозброєнням, провал різноманітних планів переозброєння, викликаний нестачею кваліфікованих робітників, промислові заворушення, викликані зривом німецької соціальної політики, і різке падіння стандартів життя німецького робітничого класу змусили Гітлера піти на війну у той час, який він не вибирав. Мейсон стверджував, що, зіткнувшись із глибокою соціально-економічною кризою, нацистське керівництво вирішило розпочати безжалісну зовнішню політику «знищи й захопи» із захоплення територій у Східній Європі, які можна було безжально пограбувати для підтримки рівня життя в Німеччині.  Мейсон описав німецьку зовнішню політику як таку, що керувалася опортуністичним синдромом «наступної жертви» після аншлюсу, в якому «безладність агресивних намірів» плекалася кожним успішним зовнішньополітичним кроком. На думку Мейсона, рішення підписати німецько-радянський пакт про ненапад і напасти на Польщу, а разом з цим ризикувати війною з Великою Британією і Францією, було відмовою Гітлера від його зовнішньополітичної програми, викладеної у «Моїй боротьбі» і «Другій книзі» та грабунку закордонних територій з метою запобігання краху німецької економіки. Теорія Мейсона про Другу світову війну як акт соціального імперіалізму та як раптову «втечу у війну» у 1939 році залучила його у дебати з британським істориком Річардом Овері.